# Jetterswiller
Jetterswiller (deutsch Jettersweiler) ist eine französische Gemeinde mit 195 Einwohnern (Stand 1. Januar 2021) im Département Bas-Rhin in der Region Grand Est (bis 2015 Elsass).
Nachbargemeinden sind Reutenbourg im Norden, Westhouse-Marmoutier und Knœrsheim im Nordosten, Zehnacker im Osten, Crastatt im Südosten und Singrist im Westen.

## Geschichte
Jetterswiller gehörte dem 1992 gegründeten Gemeindeverband Communauté de communes des Coteaux de la Mossig an, der 2017 in der Communauté de communes de la Mossig et du Vignoble aufging. Am 1. Januar 2015 wechselte die Gemeinde vom Arrondissement Saverne zum Arrondissement Molsheim und zum selben Zeitpunkt vom Kanton Marmoutier zum Kanton Saverne.

### Bevölkerungsentwicklung
| Jahr      | 1962 | 1968 | 1975 | 1982 | 1990 | 1999 | 2006 | 2019 |
| Einwohner | 162  | 165  | 160  | 163  | 168  | 170  | 176  | 199  |

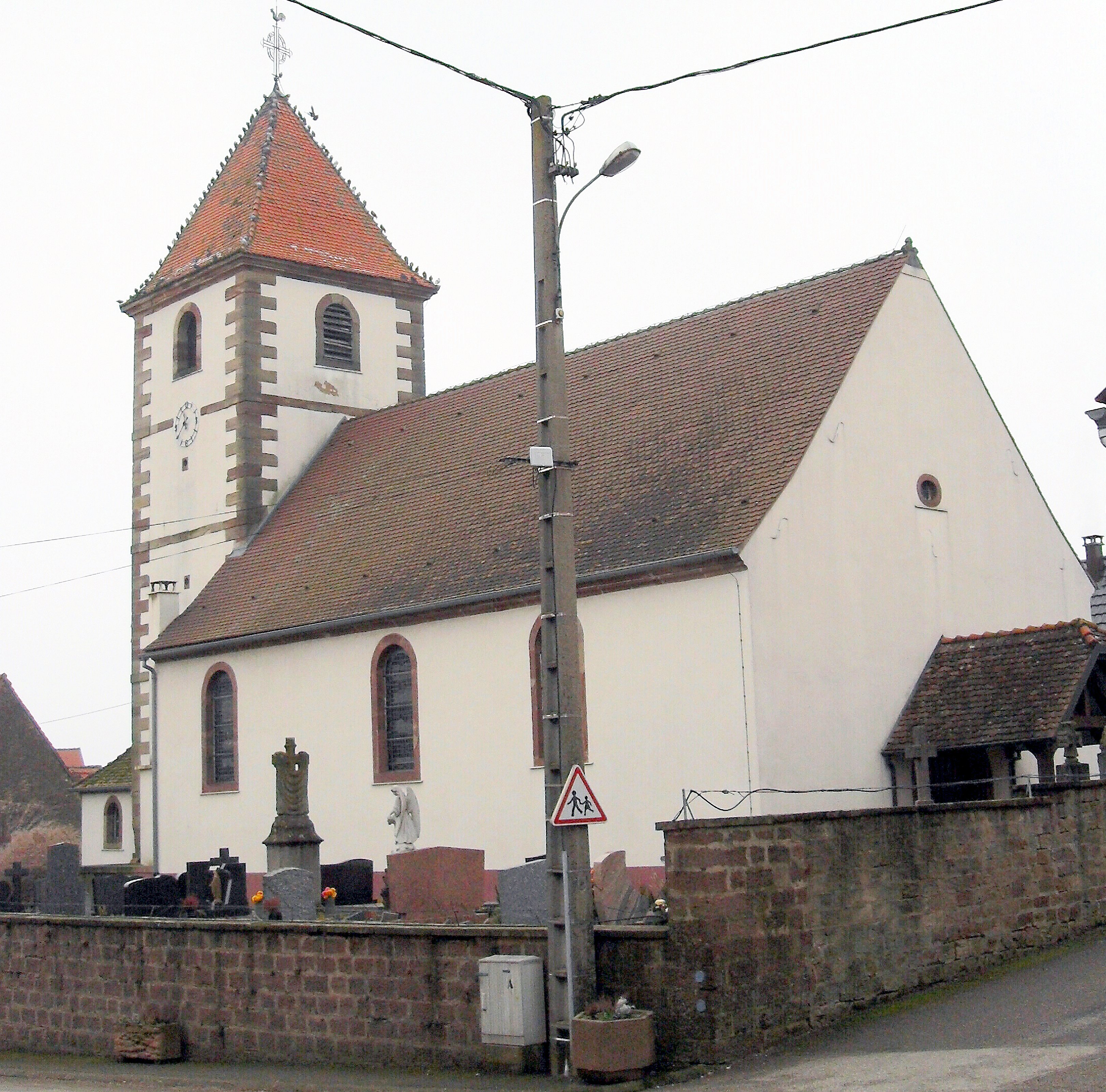
Kirche St. Pankratius
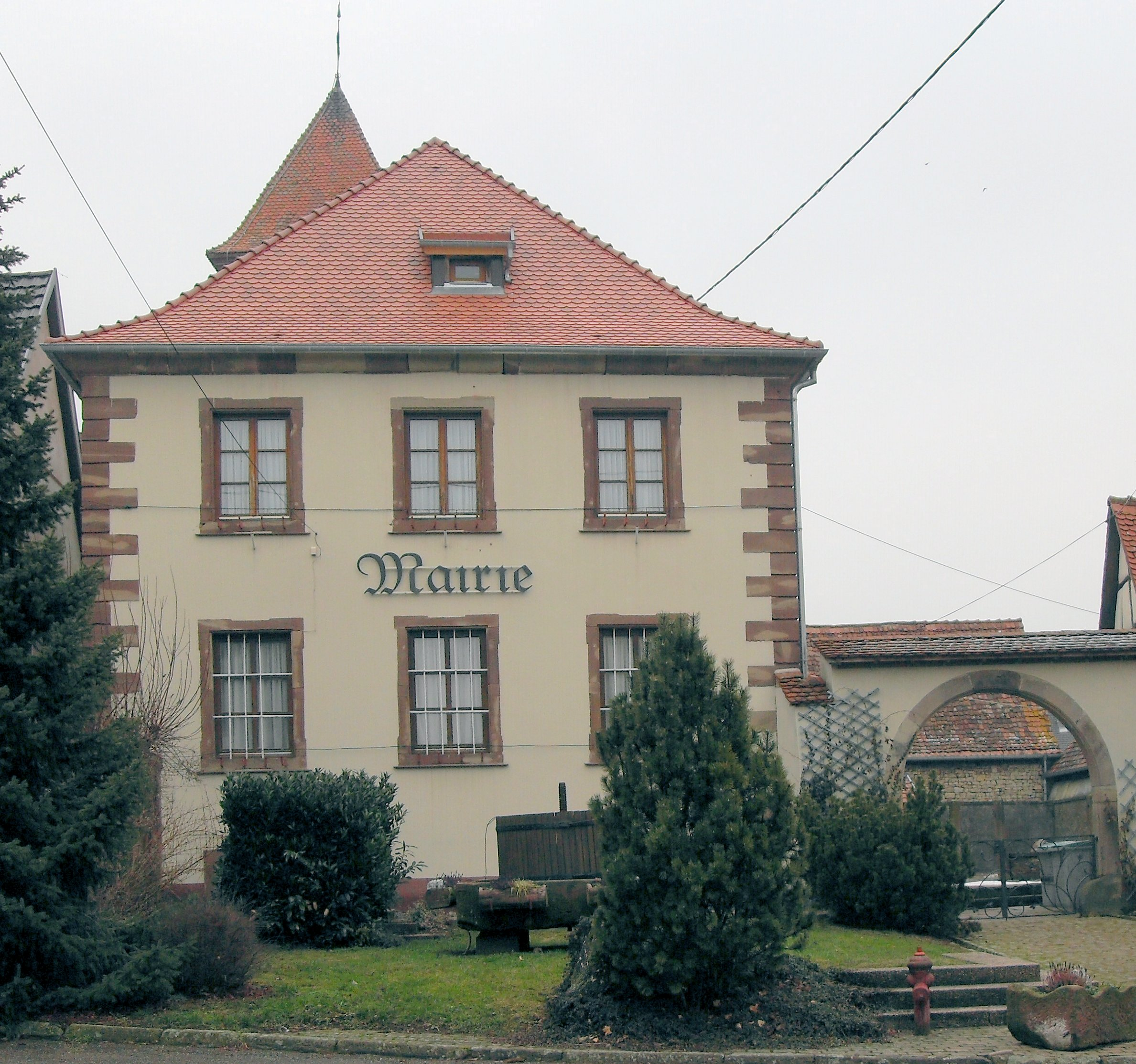
Mairie Jetterswiller